# Oedalea pruinosa
Oedalea pruinosa är en tvåvingeart som beskrevs av Daniel William Coquillett 1903. Oedalea pruinosa ingår i släktet Oedalea och familjen puckeldansflugor. Inga underarter finns listade i Catalogue of Life.